# Вензин
Вензин (нем. Wensin) — община в Германии, в земле Шлезвиг-Гольштейн. 
Входит в состав района Зегеберг. Подчиняется управлению Трафе-Ланд.  Население составляет 823 человека (на 31 декабря 2010 года). Занимает площадь 20,17 км².